# 承漢
承汉（： Seung Han；2003年10月2日—），本名洪承汉（：／ Hong Seung Han），出生於韓國京畿道高阳市，韓國SM娛樂旗下男歌手，曾為韓國男子團體RIIZE成员。
承漢在2022年7月以SM娛樂旗下偶像練習生組合「SM ROOKIES」的成員身份公开，於2023年9月以RIIZE成员身份出道，由於他的個人生活遭到洩密和批評，承漢於2023年11月開始暫停活動，2024年10月短暫回歸後在部分RIIZE粉絲的強烈反對下退出RIIZE。
承漢退出RIIZE的情況引發爭議，許多人批評在韓國流行音樂經紀公司試圖瞄準國際觀眾的情況下，韓國粉絲中存在有害的取消文化心態。

## 早年生活
承汉于2003年10月2日出生于韩国京畿道高阳市，家中有一名大五岁的哥哥。曾就读于首尔江南区中山高中，后于2019年转学到首尔公演藝術高等學校实用音乐科，并于2022年毕业。
承汉在参加首尔公演艺术高等学校插班考试离开学校的路上被SM娱乐的星探挖掘。他曾收到过其他经纪公司的邀请，因熟悉这家公司，并且钦佩其艺人之间建立的友谊，选择了SM娱乐。2020年1月成为SM娱乐旗下练习生，並持續3.5年。

## 经历

### 2022年-2023年：SM ROOKIES
2022年7月2日，承汉作为SM ROOKIES的成员在《WWD Korea》中亮相，同时成为SM ROOKIES公开练习生。8月与曾为NCT的将太郎和成灿以及同为SM ROOKIES成员的正平和恩奭在「SMTOWN LIVE 2022 : SMCU EXPRESS」演唱会水原场以及东京场中亮相並表演NCT U的Outro: Dream Routine。11月，参演NCT综艺《Welcome to NCT Universe》。

### 2023年-2024年：RIIZE出道
2023年5月24日，SM發布了一段關於團體未來計劃的影片，宣布承漢将在新男团出道，5月31日從SM ROOKIES畢業。7月18日，SM娛樂宣布，新男团将在8月1日公开。7月31日，SM娛樂宣佈將在9月推出新男團。9月4日，以RIIZE成员名义發行首張單曲專輯《Get a Guitar》正式出道，10月27日，承汉参与的RIIZE单曲《Talk Saxy》发布。11月22日，SM娛樂宣布承漢因個人行為因素將中斷一切演藝活動，團體往後將暫時以六人體制活動。
2024年10月11日，SM娛樂宣佈休息中的承漢將於同年11月重啟活動，但此举引发大批RIIZE粉丝反对和线下抗议。10月13日，SM娛樂發聲明宣佈，承漢不會歸隊并離開團體。

### 2025年：Solo出道
2024年11月15日，SM宣布承汉将于2025年下半年以个人歌手的身份出道并同时开通Instagram账户。
2025年6月11日，SM娱乐宣布承汉将于7月底以SOLO身份正式出道，并将个人艺名改为Xnghan。同时，个人活动将在XngHan&Xoul的品牌下，每次回归都会与进行涉足音乐、表演、造型、艺术等各个领域的不同创作者“Xoul(Soul)”组成团队，进行多样化拓展。
7月9日，发布首张单曲专辑《Waste No Time》预告照，并宣布将于7月31日以Xnghan&Xoul名义发布首张单曲专辑《Waste No Time》以Solo艺人身份出道，专辑内将收录两首新歌

## 音乐作品

### 单曲专辑
| 專輯# | 專輯資料                                                 | 曲目                                   |
| ----- | -------------------------------------------------------- | -------------------------------------- |
| 1st   | 《Waste No Time》 - 發行日期：2025年7月31日 - 語言：韓语 | 曲目 1. Waste No Time 2. Heavenly Blue |

## 影视作品

### 固定综艺
| 播出日期                                                                                | 播放平台                                                                 | 節目名稱                    | 参考资料                    |
| --------------------------------------------------------------------------------------- | ------------------------------------------------------------------------ | --------------------------- | --------------------------- |
| 2022年11月17日 - 2023年1月24日 2022年11月16日-2023年1月23日 2022年11月30日-2023年2月1日 | 无线电视台放送：日本电视台、长崎国际电视台 线上播出：Hulu、KOCOWA、TVING | 《Welcome to NCT Universe》 | [ 12 ] [ 13 ] [ 43 ] [ 44 ] |

### 節目主持
| 年份   | 放送日期 | 電視台 | 節目名稱       | 合作藝人       | 備註   |
| ------ | -------- | ------ | -------------- | -------------- | ------ |
| 2023年 | 10月28日 | MBC    | Show! 音樂中心 | Sullyoon、恩奭 | 特別MC |

## 演出

### Showcase
| 日期                                 | 举办地点                             | 表演曲目                             | 备注                                 |
| XngHan&Xoul 'Waste No Time' Showcase | XngHan&Xoul 'Waste No Time' Showcase | XngHan&Xoul 'Waste No Time' Showcase | XngHan&Xoul 'Waste No Time' Showcase |
| ------------------------------------ | ------------------------------------ | ------------------------------------ | ------------------------------------ |
| 2025年7月31日                        | 韩国首尔新韩卡SOL Pay广场演出厅      |                                      |                                      |

### SMTOWN演唱会
| 日期                           | 城市                           | 地点                           | 表演曲目                       | 备注                           |
| SMTOWN LIVE 2022: SMCU EXPRESS | SMTOWN LIVE 2022: SMCU EXPRESS | SMTOWN LIVE 2022: SMCU EXPRESS | SMTOWN LIVE 2022: SMCU EXPRESS | SMTOWN LIVE 2022: SMCU EXPRESS |
| ------------------------------ | ------------------------------ | ------------------------------ | ------------------------------ | ------------------------------ |
| 2022年8月20日                  | 水原                           | 水原世界盃競技場               | Outro: Dream Routine           | 与将太郎、成灿、正平、恩奭     |
| 2022年8月27 - 29日             | 东京                           | 东京巨蛋                       | Outro: Dream Routine           | 与将太郎、成灿、正平、恩奭     |
| SMTOWN LIVE 2025               |                                |                                |                                |                                |
| 2025年8月9日-10日              | 东京                           | 东京巨蛋                       |                                |                                |

### 其他大型演唱会
| 日期   | 演唱会名称       | 举办地点                 | 备注   |
| 2025年 | 2025年           | 2025年                   | 2025年 |
| ------ | ---------------- | ------------------------ | ------ |
| 8月4日 | 2025蔚山夏季庆典 | 蔚山综合运动场辅助竞技场 |        |

## 个人事件

### 暂停活动
2023年11月22日，因承漢出道前被洩露「關於他與一名女子在床上接吻並吸菸」的照片，SM娛樂宣布承漢將無限期暫停以RIIZE名義的演藝活動，并表示被洩露的照片是「嚴重誹謗」和惡意編輯的，且已經查明來源並將對其提起法律訴訟，與此同時承漢向他的粉絲發布一張手寫道歉信。
在暫停團體活動期間，SM娛樂因對承漢的狀況保持沉默而受到批評，除了2023年11月發表的聲明外，SM娛樂沒有回應任何关于承汉“是否属于RIIZE成员”类的问题，也沒有提供先前宣布代表承漢採取法律行動的最新消息。2024年4月，在RIIZE發布Siren完整版音源後，由於該歌曲的承漢歌唱部分被其餘成員代替，經紀公司受到進一步的批評。

### 退出组合
2024年10月11日，經紀公司SM娛樂在RIIZE官方推特帳號上發表聲明，宣布承漢將結束近11個月的休團期，與RIIZE一起重返團體活動。在一份聲明書當中，RIIZE成員們表示“如果七名成員在一起，RIIZE的下一章將會更有意義”，並且他們同情那些由於過去11個月缺乏更新而感到擔心或擔憂的粉絲。不久之後，承漢在官方Weverse粉絲社群帳號發布手寫信且再次道歉，並表示對這些有爭議的照片「深感遺憾和失望」，承漢還補充說，RIIZE其餘成員都支持他重返團體，並且對他們給予他的第二次機會充滿感激和悔恨。

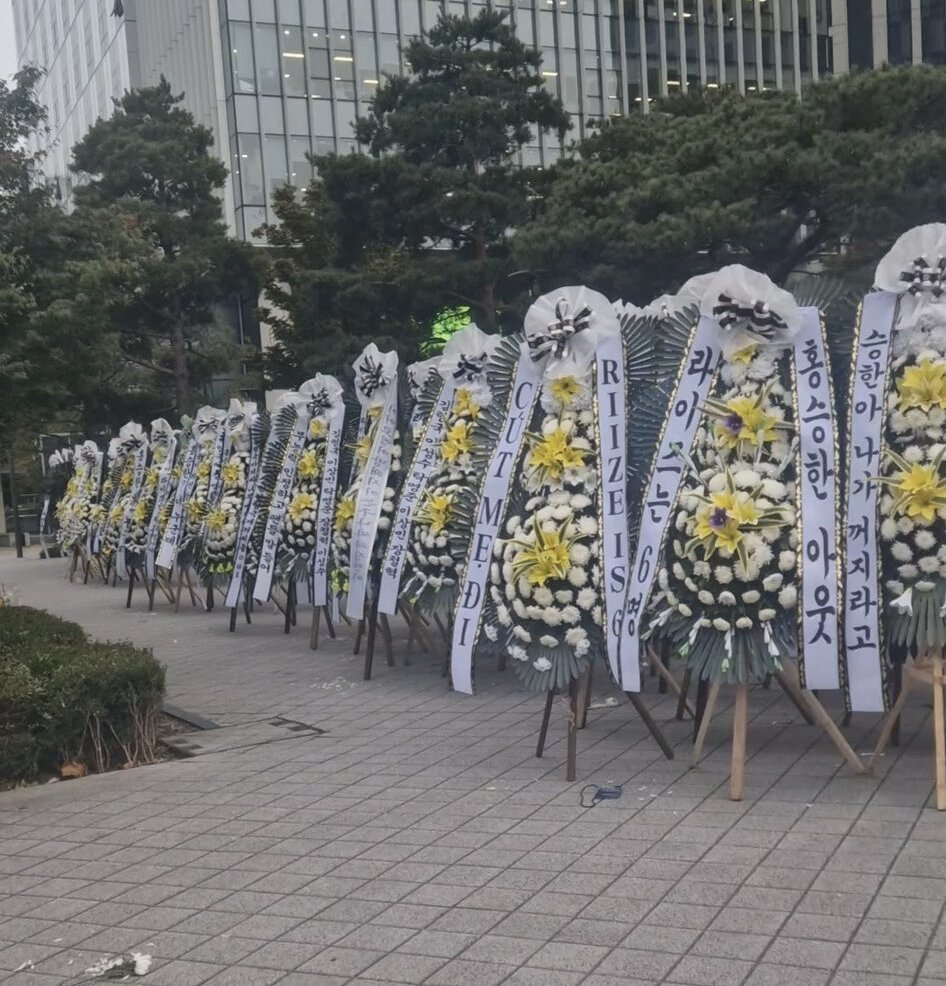
在SM娛樂總部外擺放花圈，抗議承漢回歸

許多民眾對承漢回歸的反應褒貶不一，消息公佈後幾個小時內，南韓粉絲們紛紛組團抗議，並認為承漢背叛他們的信任，且損害RIIZE的聲譽。當天傍晚時分，超過1,000個花圈被放置在SM娛樂首爾總部外面，並寫有「逝者靈魂安息」、「寄生蟲，滾開！」和「承漢退團」等字樣，另外在南韓推特上也出現（承漢滾開）、（RIIZE只存在6個人）等熱門主題標籤，另外有些民眾亦向該名歌手發送死亡威脅。相反地，國際粉絲大多對承漢的回歸表示慶祝，而許多人認為承漢的休團是一種不公平的懲罰。
2024年10月13日，在發布承漢回歸消息2天之後，經紀公司SM娛樂發表另一則聲明，改口宣布承漢因為粉絲反應而即將退出RIIZE。在一份聲明書當中，經紀公司為「造成混亂」道歉，並意識到先前讓承漢回歸組合的決定實際上已經傷害粉絲。不久之後，承漢在他的Weverse粉絲社群帳號發布另一則手寫信：
我認為我的退團對大家來說都是正確的選擇，我不想要造成粉絲任何更多的傷害與困惑，我不想要更進一步傷害成員們，並且我也不想要更進一步傷害公司。——承漢，Weverse粉絲社群帳號

### 反應與分析

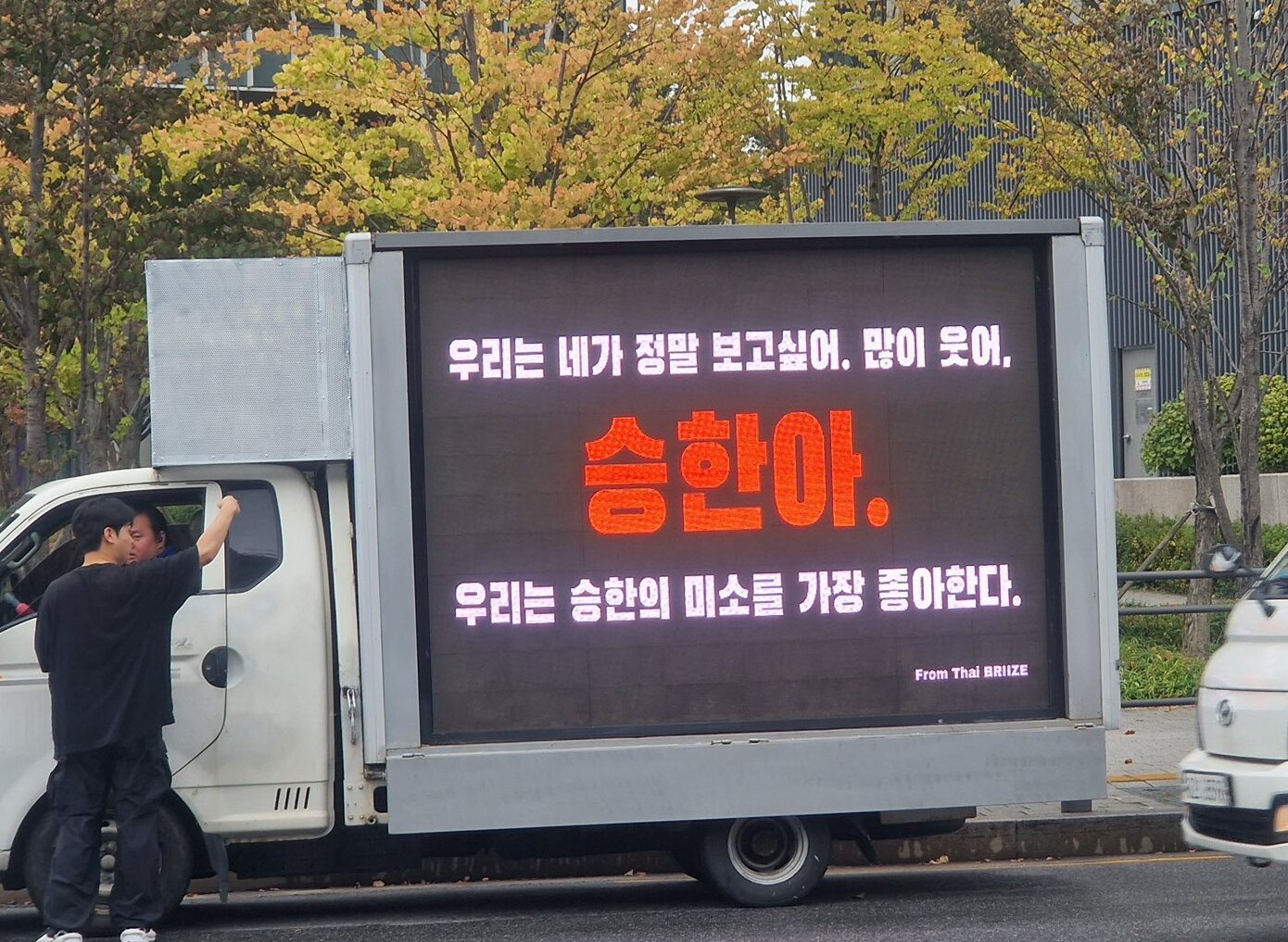
粉絲租下廣告宣傳車來聲援承漢，上面寫著：「我們非常想念你。多笑笑吧，承漢。我們最愛你的笑容。」

有關承漢退出RIIZE的消息迅速傳開，許多RIIZE國際粉絲表達對承漢的支持，並譴責SM娛樂屈服於韓國粉絲的霸凌和有害的取消文化心態，其他粉絲集資租下一台廣告宣傳車，並且在SM娛樂總部前面展示表達支持的訊息，有粉絲在Change.org上發起請願，要求承漢重返RIIZE，而在承漢退團後十天內收集超過30萬個連署。
在娛樂產業，承漢收到來自Super Junior成員利特以及前DAY6成員Jae的支持，而Jae另外也批評用葬禮花圈抗議的行為，稱這種做法令人作嘔，並建議肇事者承擔法律後果。其他人則認為，使用葬禮花圈雖然是一種抗議方式，但會擾亂公眾秩序，並給清潔工人帶來負擔。
針對這些事件的抗議活動持續到2024年11月，在RIIZE出席的2024年MAMA大獎頒獎典禮洛杉磯現場發生示威活動。粉絲群在杜比剧院外面抗議，高舉寫有「Idols are human, SM protect Seunghan」（偶像都是人，SM保護承漢）的橫幅和印有承漢頭像的旗幟。在場館內，《告示牌》報導指出抗議相關物品全被保全沒收，包括任何提到承漢或「RIIZE有七名成員」的橫幅，以及任何橘色（RIIZE的非官方應援色）物品，而報導該事件的媒體報道稱，他們被明確告知不要向RIIZE詢問有關該爭議的問題。

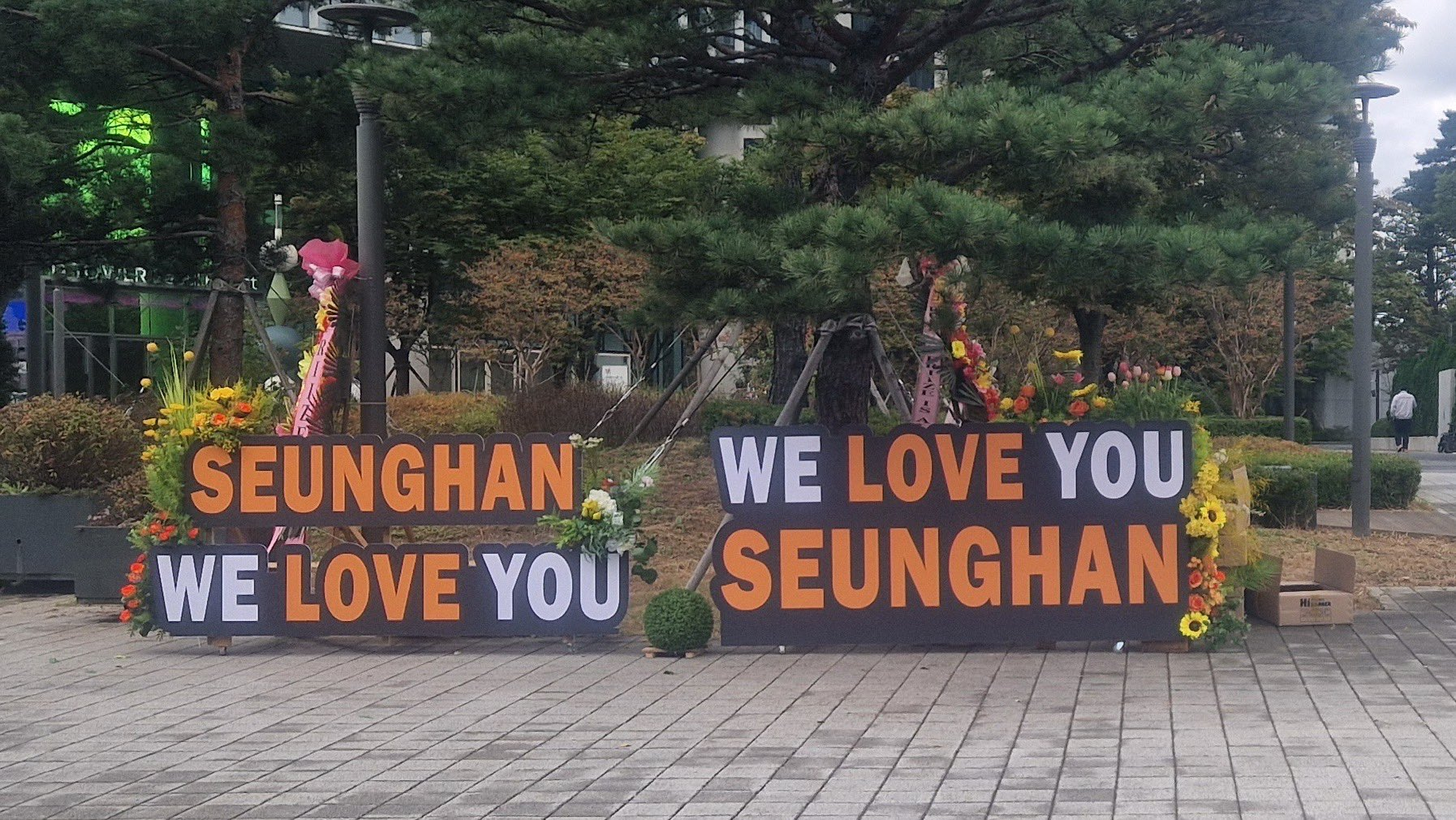
表達支持承漢的粉絲作品

關於這次事件的分析，《告示牌》記者傑夫·本傑明認為，SM娛樂對承漢問題的處理可能會開創新的行業先例，並可能為其他韓國流行偶像樹立危險的標準，他也指出韓國流行文化對偶像行為採取保守態度，這與「SM娛樂利用RIIZE來吸引全球觀眾的計畫」形成鮮明對比。布法罗大学韓國流行音樂專家斯蒂芬妮·崔在接受NBC新聞採訪時指出，韓國唱片公司更有可能迎合國內粉絲的需求，是因為這些唱片公司能透過「粉絲購買數百張專輯並在活動中親自與偶像見面」來積極參與偶像與國內粉絲的關係，然而國際粉絲只是遠距離消費作為媒體人物的偶像，因此唱片公司不會投資於偶像與國際粉絲之間的關係。《Resonate Magazine》指出，韓國和國際粉絲之間的衝突凸顯兩組之間的文化差異，韓國粉絲對他們的偶像有一種主人翁意識，並希望這些偶像優先考慮自己的事業，維護人為營造的完美形象；而在國際上，韓國流行偶像應被視為藝人，應該要享有個人生活和言論自由。
專欄作家李簡在《星報》撰文稱「SM娛樂在宣布承漢回歸僅兩天後就決定將其退出RIIZE」是最糟糕的做法，並補充說，在業界因自殺而失去許多才華橫溢的年輕明星的情況下，如此強大的公司竟然會如此迅速地屈服於“粉絲”的要求，這些粉絲惡意地向藝人發送死亡願望，這令人震驚。為《Daily Tribune》撰稿的帕梅拉·帕斯誇爾說道，承漢是「取消文化」的案例研究，韓國流行偶像經常面臨不間斷的批評，這些批評不僅限於他們的音樂，還針對他們的個人生活、外表和選擇，她還提到韓國流行音樂中網路霸凌的歷史及其後果，並提到SM娛樂藝人雪莉在2019年自殺後被廣泛歸咎於網路霸凌。